# Maskanah
Maskanah (en arabe : مسكنة), est une ville syrienne du gouvernorat d'Alep, chef-lieu du canton homonyme dans le district de Manbij.

## Géographie
Maskanah est à moins de 7 km de la rive droite du lac el-Assad, à plus de 80 km à l'est de la ville d'Alep.

## Histoire
La ville antique d'Emar datant de l'âge du bronze se trouve à quelques kilomètres au nord de la ville actuelle. La première mention de Maskanah est dans la chronique d'Étienne de Byzance relatant les campagnes de Septime Sévère contre l'Empire parthe.
Après la conquête musulmane de la Syrie, la ville est éclipsée par la cité de Bâlis, située à proximité. La région dépend de l'émirat d'Alep et, au XIIe siècle, passe sous la domination des Zengides avant d'être dévastée par les invasions mongoles aux XIIIe et XIVe siècles. En 1210, sous la dynastie des Ayyoubides, le minaret d'al-Adil est construit : sa structure en briques est de style persan. Il sera restauré durant la présidence d'Hafez al-Assad (1970-2000). C'est le dernier vestige architectural ancien dans la ville.
Pendant l'époque ottomane, la région est principalement habitée par des tribus nomades. En 1838, Maskanah est présentée comme un « khirba » (village ruiné) par le bibliste Eli Smith. Les terres cultivables du vilayet d'Alep, y compris Maskanah, sont confisquées en 1876 par le sultan Abdülhamid II qui les transforme en propriété personnelle. Elles redeviennent ensuite une propriété de l’État . En 1915, la ville est visitée par l'orientaliste Alois Musil qui mentionne la ville comme ayant une caserne, un grand khan et la résidence du chef du service télégraphique.
Pendant le génocide arménien, plusieurs centaines de milliers de déportés de l'Arménie ottomane sont déplacés vers des camps aux confins du désert syrien. Environ 60 000 sont groupés dans celui de Maskanah entre novembre 1915 et avril 1916. La plupart meurent de privations et d'épidémies.
Sous le mandat français, la ville est le centre d'une qadaa et sert de centre de production de lait et de marché au bétail. En 1945, le village ne compte que 430 habitants.
Durant la guerre civile, la ville est occupée par l'État islamique puis reprise par l'armée arabe syrienne le 3 juin 2017. Il s'agit du dernier chef-lieu du canton du gouvernorat d'Alep contrôlé jusqu'ici par l'EI.